# Георгантис, Николаос
Николаос Георгантис (греч. Νικόλαος Γεωργαντής, 1833 г., Афины, Греция ― 1947 г., Афины, Греция) — греческий скульптор начала XX века.

## Биография
Николаос Георгантис родился в Афинах в 1883 году. Учился в Школе изящных искусств в Афинах у Георгиоса Врутоса. Продолжил учёбу в академии Гранд-Шомьер и в Школе изящных искусств в Париже.
Николаос Георгантис принял участие в 19-й Биеннале в Венеции в 1934 году.
Николаос Георгантис был председателем Профессиональной художественной палаты до самой своей смерти в 1947 году. Был награждён Орденом Рыцарей Гроба Господня. Его дочь Георганти, Лукия (1919—2001) также стала известным скульптором.

## Творчество
Основными работами Георгантиса были статуи и бюсты, а также надгробные памятники. В числе его работ были:
- Надгробные памятники (Первое афинское кладбище):
  - Евтихии Мосхона (1909 г.), Константина Канариса Комнина, Димитриса Матфеопулоса, семей Левкадиноса, Влахоса (1918 год)[2], Питтакоса, Лембесиса, а также собственный надгробный памятник, который украшает символическая скульптура «Ψυχή» (Душа).

- Бюсты:
  - Бюст писателя и историка Афин Димитриоса Камбуроглу (1936 год, мрамор, Площадь Общества друзей муз, Плака).
  - Бюст древнего оратора Демосфена (1938 год, мрамор, Пеания, Аттика);
  - Бюст брандериста Освободительной войны Греции Димитриоса Папаниколиса (мрамор, Марсово поле, Афины);
  - Широко известен мраморный бюст поэта Георгиоса Суриса (1932 год), установленный над его надгробием[3].

- Памятники:
  - Памятник павшим в войны 1912—1921 годов (1923 год, Амарусион, Аттика);
  - Памятник офицерам резервистам (1972 год, Афины — Установлен у бывшего офицерского училища). Посвящён офицерам резервистам павшим в Балканские войны 1912—1913 года[4].

Среди множества других работ Георгантиса следует упомянуть:
- Памятную стелу священника Николаоса Планаса (1851—1932), изготовленную в 1940 году, и установленную сегодня у храма Святого Иоанна Охотника (греч. γίου Ιωάννη του Κυνηγού) в Афинах;
- «Бездомный», «Мастер-Христо», «Сила материи», «Неспящий дух», «К плугу» и другие.